# دوري بوتسوانا الممتاز 2023–24
الدوري الممتاز 2023–24 هو النسخة السادسة والأربعون من بطولة بوتسوانا الأولى لكرة القدم منذ إنشائها في عام 1966. بدأت البطولة في 7 أكتوبر 2023 وانتهت في 1 يونيو 2024.
جوانينغ غالاكسي هو الفريق البطل المُتوج بدوي 2023–2024، حيث أعاد تأكيد نفسه بفوزه بلقبه الوطني الثامن.

## روابط خارجية
- "صفحة الموسم على سوكرواي". مؤرشف من الأصل في 2024-10-02.